# یواس‌اس نورث‌همپتون (سی‌ال‌سی-۱)

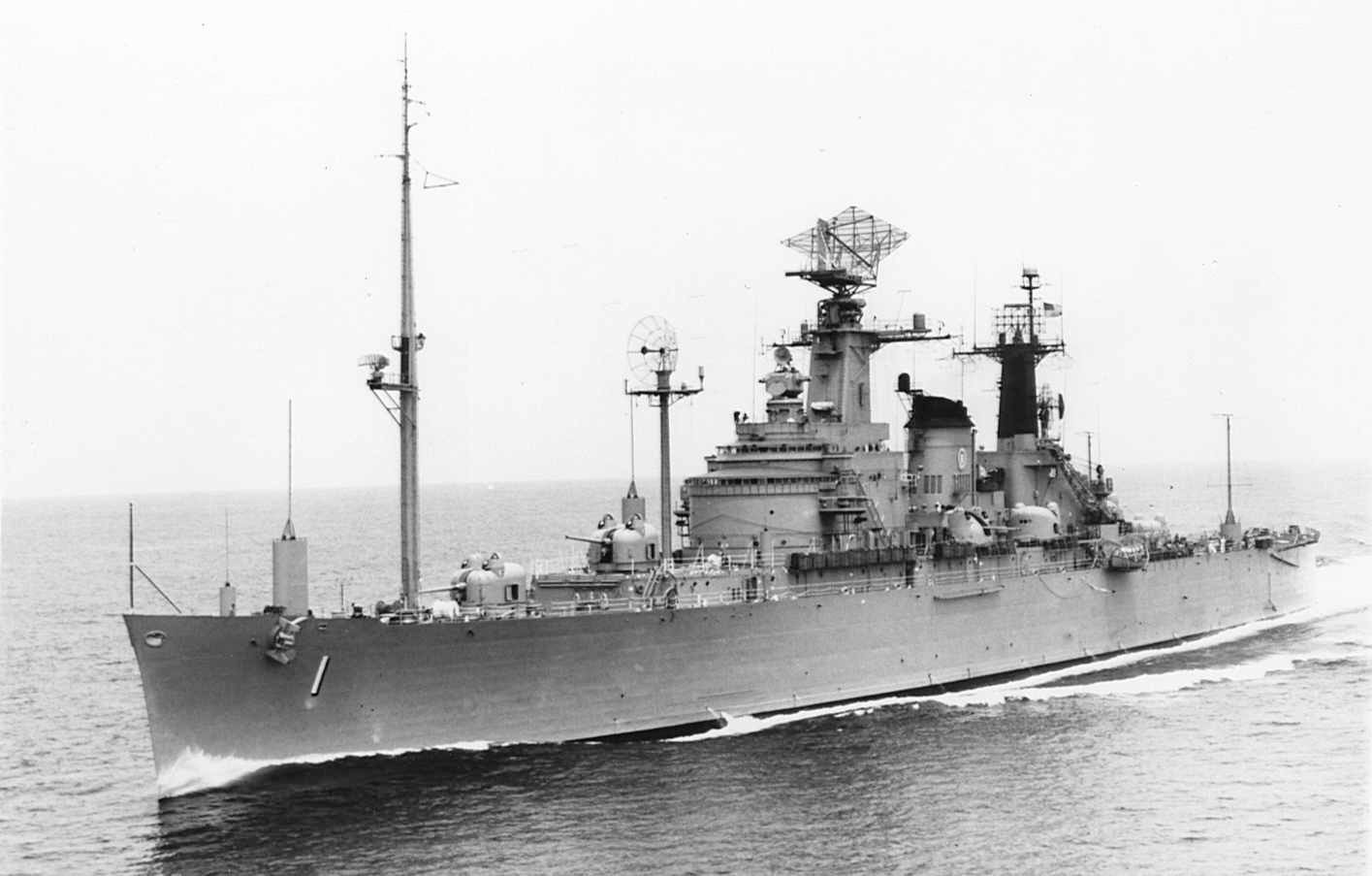
USS Northampton (CLC-1) در سال 1959

یواس‌اس نورث‌همپتون (سی‌ال‌سی-۱) (به انگلیسی: USS Northampton (CLC-1)) یک کشتی بود که طول آن ۶۷۴ فوت ۱۱ اینچ (۲۰۵٫۷۱ متر) بود. این کشتی در سال ۱۹۵۱ ساخته شد.